# 坂本秀夫 (経営学者)
坂本秀夫（さかもと ひでお、1953年4月6日- ）は、日本の経営学者、明星大学教授。

## 略歴
福井県春江町（現坂井市）生まれ。1976年早稲田大学商学部卒業。87年同大学院商学研究科博士後期課程満期退学。2005年「日本中小商業問題の解析」で商学博士。1987年富士短期大学専任講師となり、90年助教授、97年教授、2001年明星大学経済学部・経済学研究科教授となる。2005年第２回日本商業施設学会賞および第９回日本流通学会賞受賞。中小企業が専門。

## 著書
- 『日本中小商業の研究 小売商業について』信山社出版 1989
- 『現代マーケティング概論』信山社出版 1993
- 『現代中小商業問題の解明』信山社出版 1994
- 『現代日本の中小商業問題 新しい競争の時代を迎えて』信山社出版 1999
- 『大型店出店調整問題 第1次百貨店法から大店立地法へのプロセス』信山社出版 1999
- 『現代流通の解読』同友館 2001
- 『日本中小商業問題の解析』同友館 2004
- 『現代中小商業論』同友館 2012
- 『現代流通の諸相』同友館 2016